# Grays Point, New South Wales

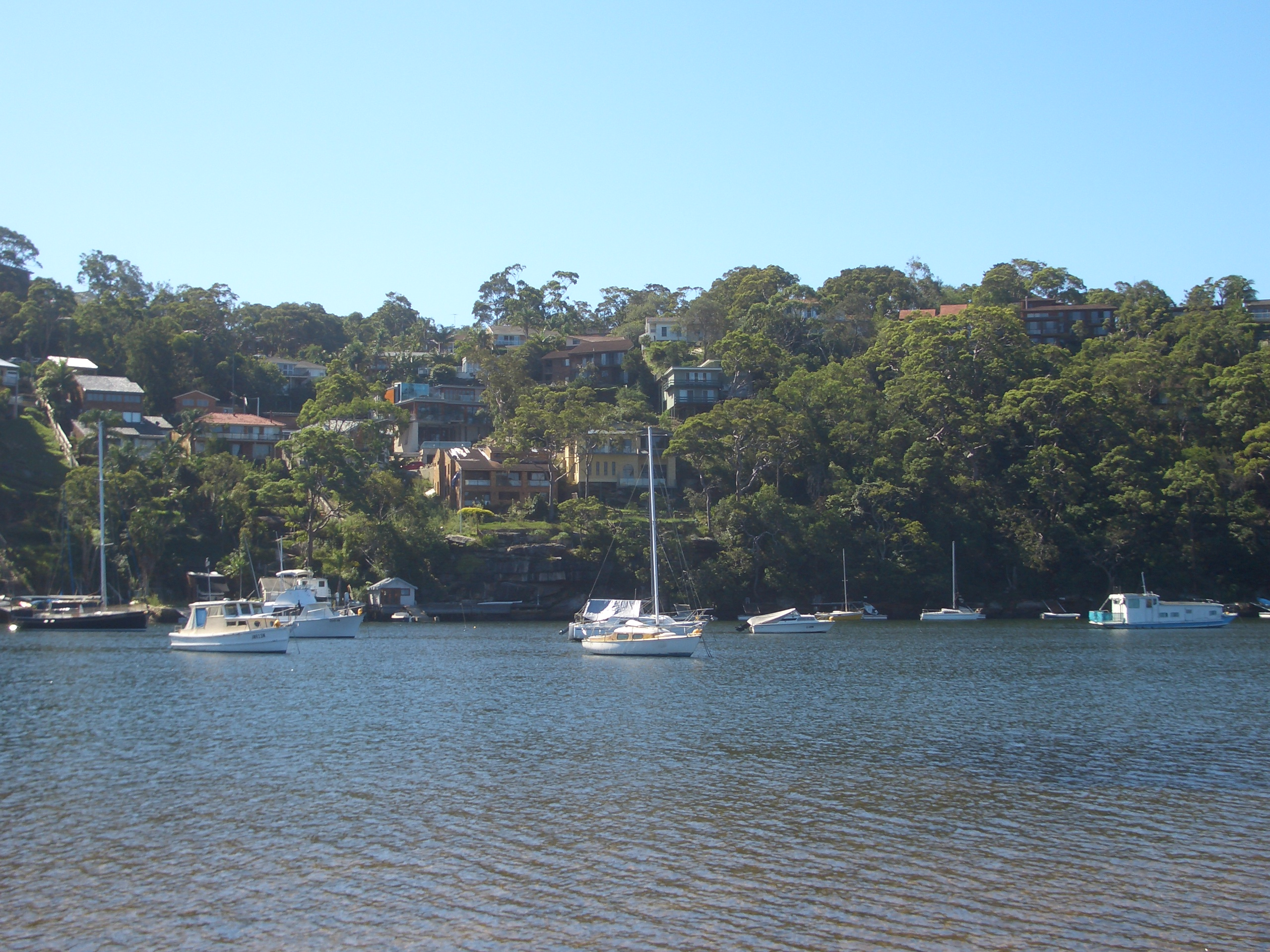
Grays Point, Sydney

Grays Point este o suburbie în Sydney, Australia.